# Município de Seal (condado de Pike, Ohio)
O município de Seal (em inglês: Seal Township) é um município localizado no condado de Pike no estado estadounidense de Ohio. No ano de 2010 tinha uma população de 3.396 habitantes e uma densidade populacional de 45,26 pessoas por km².

## Geografia
O município de Seal encontra-se localizado nas coordenadas 39° 04′ 37″ N, 82° 58′ 25″ O. Segundo o Departamento do Censo dos Estados Unidos, o município tem uma superfície total de 75.03 km², da qual 73,51 km² correspondem a terra firme e (2,03 %) 1,52 km² é água.

## Demografia
Segundo o censo de 2010, tinha 3.396 habitantes residindo no município de Seal. A densidade populacional era de 45,26 hab./km². Dos 3.396 habitantes, o município de Seal estava composto pelo 97,06 % brancos, o 0,77 % eram afroamericanos, o 0,32 % eram amerindios, o 0,24 % eram asiáticos e o 1,62 % eram de uma mistura de raças. Do total da população o 0,59 % eram hispanos ou latinos de qualquer raça.